# 輸電系統

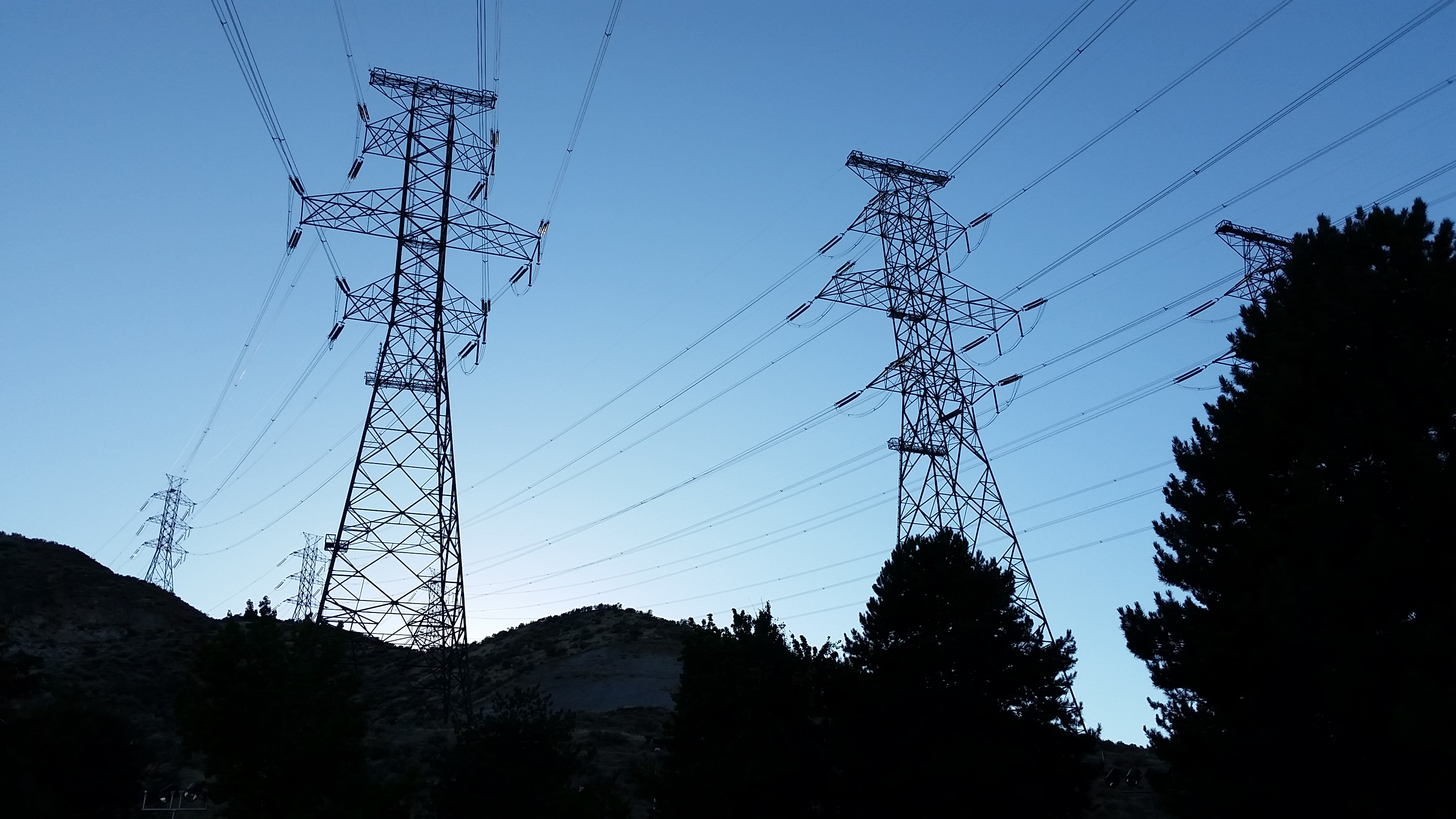
大古力水坝的500千伏三相輸電線，每座電塔左右方各有一組線路，圖右方樹後亦有另外兩組。全電廠發出的7079百萬瓦電力全部經由此六組輸電網路輸送

輸電系統（electric power transmission）也稱輸電線路，是指由發電廠至“次級本地負載中心”（變電所）之間的電能大量移動（極高壓大電能輸送過程）；由負載中心轉換電壓至中高壓再輸送至客戶則為配電系統，兩者相加則為輸電網路、輸配線，也簡稱“電網”。自電流戰爭起，電力系統由大量獨立小型電力網絡整合為一個大型的電力輸送網絡，而發電能力亦集中至遠離民居的大型發電廠。輸電系統着重於可靠且低損耗地將大量電力作遠距離輸送，亦需要為各電網、發電與供電之間的連接作平衡:91。例如在大範圍同步電力網絡之中，為增加電力傳送的效率同時降低發電與輸電的成本，電力或需要跨國傳送，將輸電網絡連結亦能提升輸電系統的穩定性:122。輸電系統當中某單獨一段輸電線則可稱之為輸電線路（Line）。
通常而言，輸電網絡與配電網絡同屬一間公司，但自1990年代起不少國家發起電力自由化，使部分電力市場之中輸電網絡與配電網絡未必屬於同一公司。

## 歷史

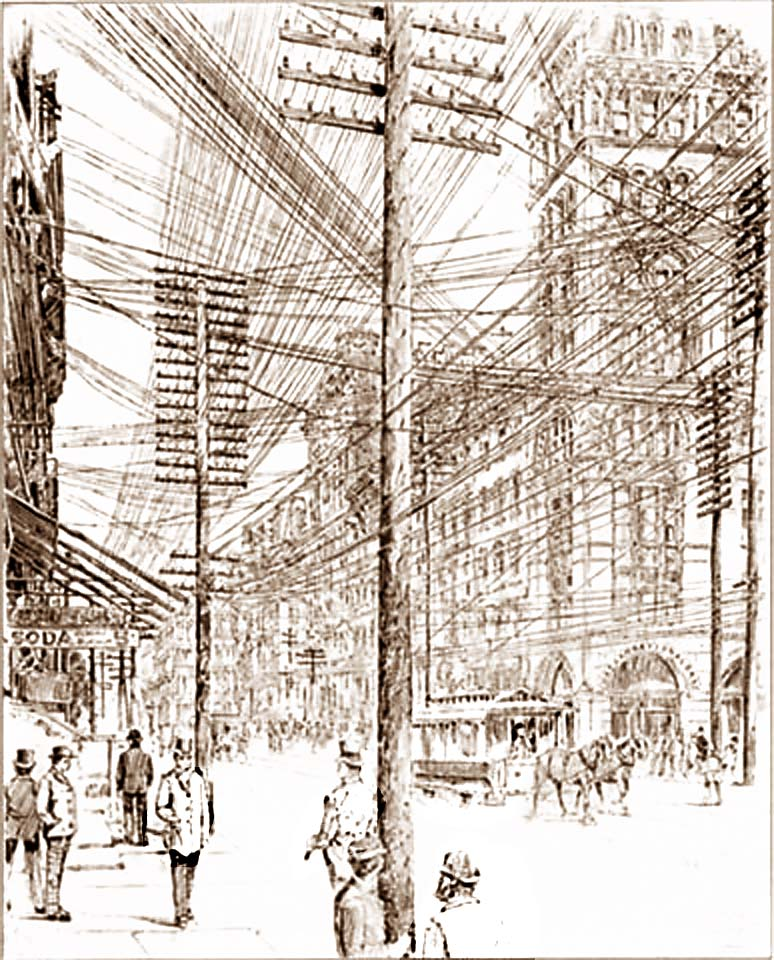
1890年紐約街頭，除電報線外亦有各種不同電壓的電線

商業供電的早期，直流電會以單一電壓輸送予客戶使用，其後為改進電動機及其他設備的工作效率則改為輸送多種電壓以適應如照明、電動機或鐵路等不同的應用。由於直流電於低壓高電流的輸送時效率甚低，故需於負載中心附近設置小型發電機供電，類似現今的分散式發電。

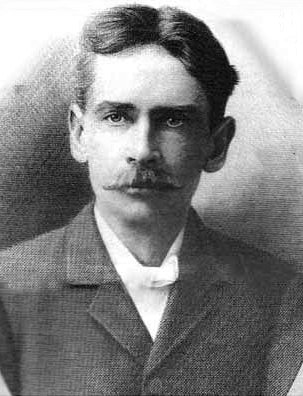
威廉·史坦雷安裝了世界第一組應用變壓器

首條長距離交流電纜為1884年都灵國際展覽中使用，約34（21英里）長，展示了交流電長距離輸電的能力。首個商用交流電系統1885年於羅馬誕生，主要用於街燈照明，輸電距離共19公里長。數月後倫敦亦首次使用了交流電系統。威廉·史坦雷於1885年設計了首個實際可用的交流電變壓器。他在乔治·威斯汀豪斯的支援下於1886年於麻省展示了一套基於變壓器的交流電照明系統。該系統由500伏西門子發電機推動，並以新設計的史坦雷變壓器降至100伏來供應予大街上23所商店，4,000英尺（1,200）的輸電過程中僅有極少電力損失，由此推動威斯汀豪斯於該電其後開始安裝交流電系統。
1888年交流电动机誕生，為基於多相系統的异步电动机，分別由加利莱奥·费拉里斯和尼古拉·特斯拉獨立研發。該設計其後由米哈伊·多利和-多布羅斯基和查理·尤金·蘭斯洛特·布朗發展為現今的三相電。然而，由於電力供應未能支援而未有即時使用。1880年代後期，小型電力公司開始合併至較大型公司，例如歐洲成立了冈茨公司和AEG，美國則為通用电气及西屋电气，這些公司則有繼續發展交流電系統但因技術問題未能立刻將各種電力系統合併。隨着交流電技術的進步，各種舊有的用電系統，例如單相交流電、多相交流電、高低壓照明和直流電機等可以利用回轉變流機和電動發電機等設備連接至一通用網絡，從而達致交流電大規模發電及輸電所帶來的規模經濟。
首條單相高壓交流電輸電網於1890年啟用，為威拉米特瀑布的水力發電廠輸送電力至俄勒岡州波特蘭，總長約14英里（23）。首條三相高壓輸電線則在美因河畔法兰克福於1891年為1891年國際電能技術展覽而興建。內卡河畔勞芬與法兰克福之間則建於一條175公里長的15千伏輸電線
20世紀期間，輸電系統的電壓一直上升。至1914年共有55套輸電系統使用70千伏以上的電壓，最高則為150千伏。輸電系統連接後使各發電機可以相連，從而減低了發電成本。電力網絡的穩定性亦因此而增加而資本投入則有所減少。輸電系統的發展亦容許設立水力發電等較遙遠的發電設備。直至今天，輸電網絡的範圍亦因上述理由而合併越加擴展。

## 簡述

整個電力系統，輸電系統以藍色標示

如前所述，輸電系統的作用為可靠且高效地輸送電力。其外，建設及維護系統的時候亦需要將經濟因素、安全性及冗餘等計算在內。
根據焦耳第一定律，電能損失與電流的大小的平方成正比，故輸電系統會大幅提高電壓，從而減少輸電線路中所流通的電流，繼而減少輸電過程中的電力損失。另一方面，電壓越高，則兩端變壓站所需成本亦會有所上升，線路之間的絕緣能力亦需要提高。所以電壓不能無限制地提高，而需與成本、用電量之間作相應配合。交流電使用變壓器作為提高和降低電壓的工具，而高壓直流輸電技術雖可繼續減少電力損失卻則需要更為複雜的電力電子設備，故通常僅用於長距離大規模輸電之上。高壓直流輸電技術亦用於超越50公里長的海底電䌫以及連接不同步的電力網絡，例如60赫茲與50赫茲之間的連接。大多數輸電系統皆使用三相交流電，而電氣化鐵路中則或會使用單相電輸電系統。

歐盟大範圍同步電網

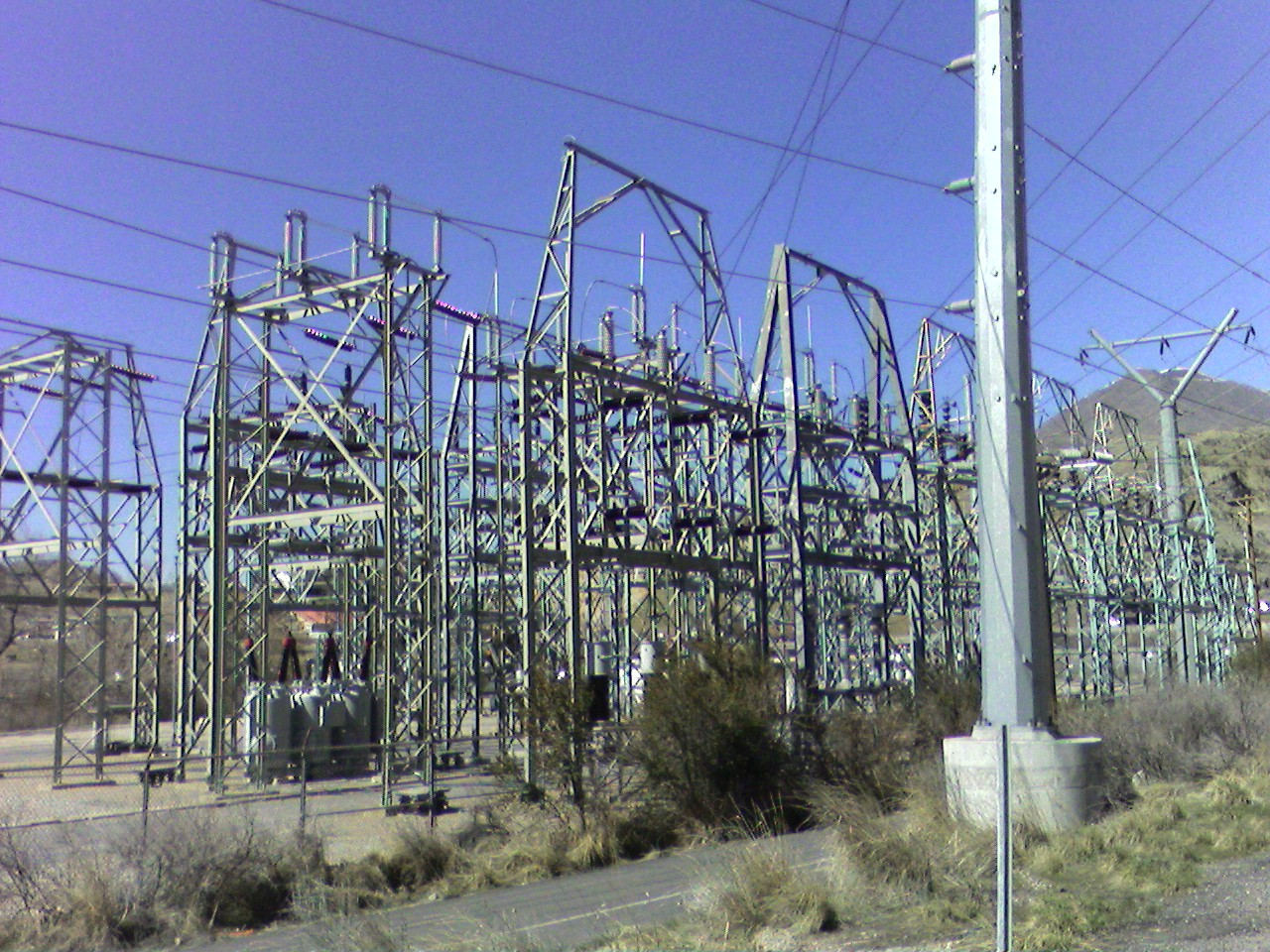
變電站將電壓改變以適應發電及輸配電系統的電壓。圖為美國奥勒姆的一座變電站

除了輸送電力期間有電力損失的考慮，輸電系統在連接之後亦能同時提高系統的可靠性並降低發電成本和資本投入。通常而言，新型發電機的效率較高:268，然而電力公司僅會於該發電機不能再產生利潤時才會將其退役。輸電系統可將各發電機連接，使電力系統整體可按經濟調度原則為各發電機分配發電量，從而減少發電的平均成本。當輸電系統擴大之後，因電網或會跨越不同地區，例如一個大型電網的南方於夏季天氣炎熱而需要冷氣，北方則於冬季天氣寒冷供暖，電網整體就不再需要各自為本地的最高需要來計算冗餘發電容量。另外，當輸電系統以網狀連結時，當某一輸電線路受損又或修理之時，亦能使用其他線路繼續輸電。
長距離電力輸送的成本非常低，於美國最低僅為每度電0.005美元，於英國亦僅為每度電0.2便士，使距離較遠的電力供應商亦能便宜地提供電力。長距離電力輸送亦使偏遠可再生能源能納入至電力系統之中，包括太陽能電廠、風力發電場、海上風力發電場等一般與負載中心距離甚遠的發電方法亦依靠輸電系統來減低電力損失。

### 發電端
發電機的終端電壓（發電電壓）對比輸配電系統通常較低，視乎其額定容量約為15千伏至25千伏之間:87。發電機不遠處即連接着變壓器以提高電壓至輸電電壓，發電廠內或有變電站或開關站將發出的電力導至不同的輸電線路。

### 架空電纜
高壓架空電纜僅使用空氣作絕緣使其成本相對地底電纜大為下降。導線材質絕大多數為铝合金，多股導線再繞成一條電纜，電纜中間亦可能加入鋼纜以強化該電纜:198。鋁合金導線相對銅導線可以於略低效能的情況下大幅降低成本，鋁合金重量較低亦能減少輸電塔所需支撐的拉力，從而降低輸電塔需要的結構強度，亦能降低土木工程相關的成本:198。導線橫切面積由12mm2至750mm2不等，視乎該輸電線路所需的載流容量。較大的導線會因集膚效應使電流集中於電纜的外圍，從而降低導線內部導體的成本效益:202。故此，高壓架空電纜可將電纜改為中空以節省材料:202，亦可將同一相分隔為數條小電纜組（Bundle）而非合為一組大電纜同時亦能減少因电晕放电而導致的能量損失:203。另外，架空電纜三相的三組電纜亦需要按距離如雙絞線般交換位置以減少外界環境做成三相不平衡，稱之為轉置相位:168。
架空電纜僅依靠空氣作絕緣，故電纜之間需要留有最小安全距離。強風或低温等惡劣天氣下則有可能導致電纜隨風漂動而使電纜之間的距離低於最小安全距離，使三相之間或對地發生电弧，引致設備故障或停電。風亦能把架空電纜吹動而造成大波幅低頻率的震動，稱之為電線跳動又或導線跳動:204-205。

### 地底輸電
電力輸送亦可利用地下高壓電纜進行。地底電纜佔地需求較少，對景觀影響亦較低，受天氣干擾的機會亦較少。然而，鋪設地底電纜的成本比架空電纜高約一成:82。雖然自然發生故障的機會稍低，因路面工程而誤傷電纜的機會卻因而增加，發生故障後確認位置與維修所需的時間亦是更長。
地底電纜有非常多種類，常見的為充油電纜和XLPE電纜，前者使用油、紙等材質來絕緣和散熱，後者則使用特製塑膠絕緣。電纜亦會外覆蓋上防水層。如果地底電纜直接置於地底（Direct Burial），則更會在外層加上金屬枝作保護，否則應將電纜置於石槽或鐵管內:211。有些輸電線路會把這些槽管充油，並於故障發生時使用液態氮將該段電纜凍結以供維修，唯這種方法會延長維修需時，亦會提高維修費用。
地底電纜的主要限制為其温度限制，故載流容量通常不如架空電纜。長距離的交流電地底電纜亦會產生顯着的電容，而須作功率修正。直流電地底電纜不會產生電容故不受其限制，但就需要於變電站設置轉換器。

### 損耗
雖然輸電系統的電壓皆已大幅提高，長距離輸送電力之時仍會有一定程度的損耗，例如一條100英里（160）的763千伏架空電纜在輸送1吉瓦時有約0.5%至1.1%的損耗，但若改用345千伏則會有4.2%的損耗。假設負載中心用電量不變，即輸電系統須輸送相同能量時，由於電能損失與電流的大小的平方成正比，亦可因應電流減少而相應縮減電纜的橫切面積，從而大幅節省輸電電纜的成本。長距離輸電的電壓一般可達115千伏至1,200千伏。若電壓繼續提高則电晕放电效應等損耗亦會隨之增加:100，如對地達2,000千伏時电晕放电的損耗將抵消降低電流的好處。將同一相電力分股（bundle）輸送或直接加大電纜導體皆可降低电晕放电效應。
焦耳第一定律中電力的損耗除與電流有關外，亦與電纜本身所帶有的電阻成正比關系。電纜的材質、温度、卷扎方法、集膚效應等皆會影響電阻。當電纜温度上升時，其電阻亦隨之增加。集膚效應使較高頻率的交流電有更高損耗。這些電阻皆可使用數學模型估計。
輸配電損耗為發電量與客戶用電量之間的差異，主要可以歸於輸電和配電系統的損耗。美國的輸配電損耗於1997年估計為6.6%，2007年為6.5%，2013年至2019年則為5%。
1980年時估計直流電輸電符合成本效益的最長距離為7,000公里，而交流電則為4,000公里，但現今世上所有輸電線路遠遠短於此上限。
交流電輸電系統中，輸電的效能受電纜的电感與電容顯著的影響。電纜自身為電阻與電感的集合，而電纜與大地之間自然會產生電容。因這些特性而產生的電流為無功功率，僅會在輸電網絡間儲存及輸送，無法為負載提供實際功率。然而電流不論有否做功，依然會因電阻而產生損耗，故設計輸電系統時亦須減少系統當中的電容和電感，提升功率因数，減低因無功電流而做成的損耗。由於電感和電容是輸電網絡與電纜的固有特性無法直接消除，故只可額外加入電感和電容以抵消其效果，例如電容器組可與電纜串聯以抵消電纜自身的电感:37。輸電系統亦會連同電抗器、相移變壓器及靜止無功補償器等補償其無功功率:36-38。

### 高壓直流輸電
高壓直流輸電（HVDC）用於長距離輸送大量電力，或用以連接不同步的輸電網絡。當輸電距離越加延長，交流電的損耗亦會越來越大，直至超過某距離後使用直流電輸電就會較為便宜，因建設直流電塔以及於輸電兩端建設轉換變電站的費用比交流電損耗的所產生的費用為低。高壓直流輸電亦會用於海底電纜，因為交流電在海底會產生較大電容導致交流電升壓而未能使用。這些高壓直流海底電纜主要用於連接島嶼至電網，例如大不列顛島與歐洲大陸之間、大不列顛島與爱尔兰岛之間以及塔斯馬尼亞與澳洲大陸之間、紐西蘭兩島之間等，可長約600公里左右。
高壓直流輸電亦能按負載流分析控制交流電電力潮流。輸電線中輸送的電力增加時，電力輸送源（發電機）與接收端之間的功角亦會隨之上升，而功角過高時會使兩者不再同步，即功角穩定問題。由於直流電由輸電線兩端獨立轉換，所以不會受功角所限制，而可輸送電纜所容許的最大容量。高壓直流輸電也可用於不同頻率的交流電系統互聯，例如日本有60赫茲與50赫茲兩套不同電網，而高壓直流輸電則可將兩者連接。

### 轉置相位
當電流流經輸電線時將產生感應磁場並影響附近電線的電感。電線導體的互感與導體之間的相互位置有關系。一般輸電塔上的三相電線會分別置於不同的高度，使位於中間的導線所得的互感與另外兩相有顯着的分別，再加上三條導線與大地的距離不一致而各有不同電容，最終引致三相的輸送電力不平衡。故此，輸電線須定期於轉置塔轉置相位使三相所受的互感和對地電容大致相等。這種操作亦名線位轉換:168。

### 次輸電系統

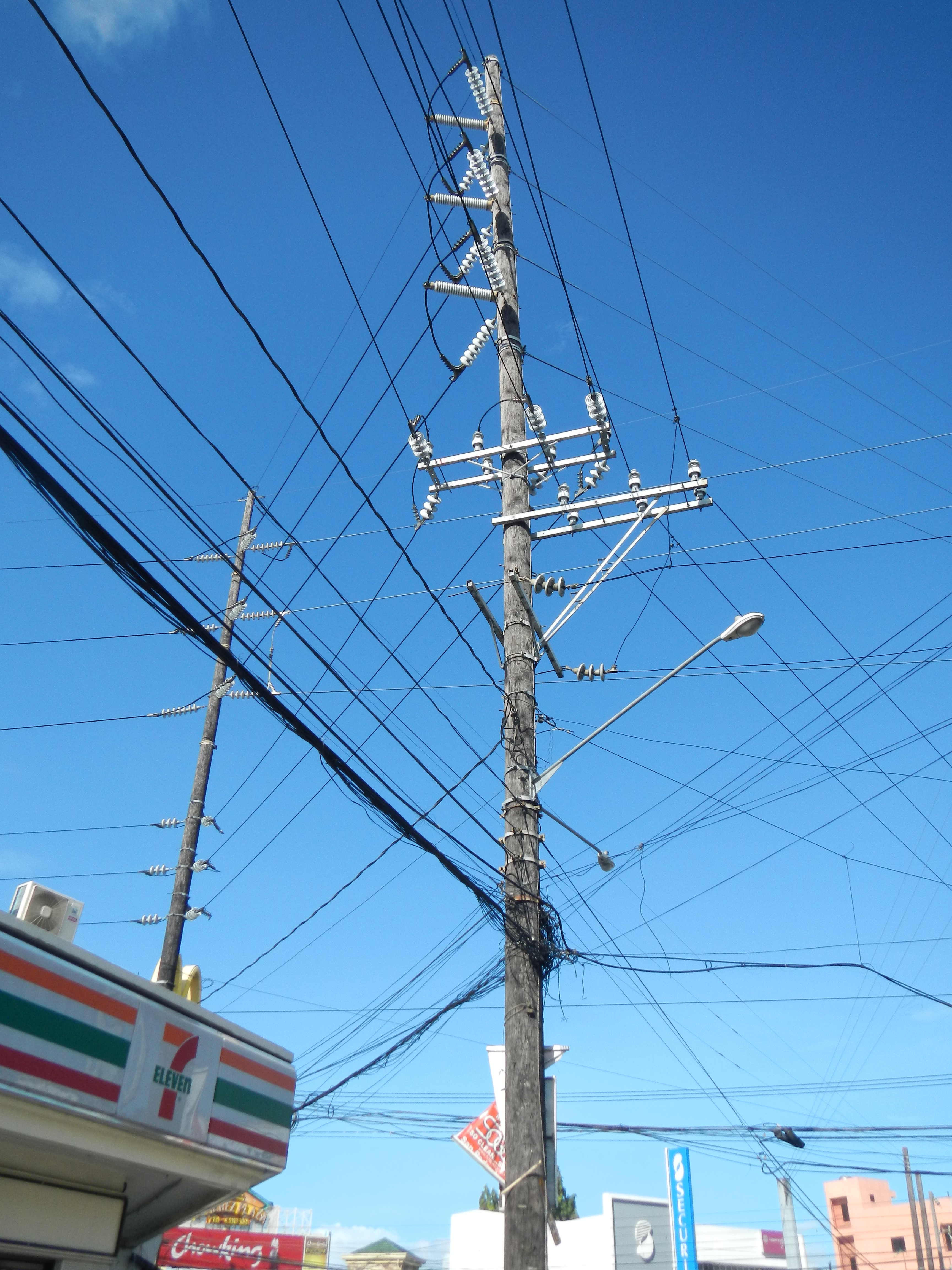
菲律宾一條115千伏次輸電線路，連同20千伏配電線路和街燈皆安裝於电线杆之上

次輸電系統為輸電系統中使用較低電壓的一部分:91。由於極高壓的設備較為大型且昂貴，一般情況下不會將所有變電站連接至輸電系統中，而是將較低電壓的變電站連接至配電系統。在一些較大型的極高壓輸電系統中，將輸電系統直接連接至配電系統亦有同樣問題，故就需要使用次輸電系統作為兩者之間的連接。次輸電系統通常為環狀連接以避免單一線路故障時影響大量客戶，環狀連接亦可作常閉連接以提供無間斷供電。較低電壓的次輸電系統的建築結構亦較為簡單且佔地較少，亦使地下輸電成本較低:91。
次輸電系統與輸電系統或配電系統之間沒有固定邊界，亦不能單靠電壓判斷。港燈的輸電系統中包含132千伏及275千伏的輸電線路，但並沒有區分次輸電系統與輸電系統，兩者皆會直接連接至配電系統。北美的次輸電系統通常為69千伏、115千伏或138千伏。部份次輸電系統為輸電網絡因應發展而擴張及提高電壓後由輸電系統轉換而成。次輸電系統既帶有輸電系統輸送大量電力的特徵，亦有配電系統為地區供電的特點。

### 配電端
變電站會於輸電系統的分支將高壓電轉換為較低電壓並連接至配電系統。

## 控制

### 容量
每條輸電電纜以及輸電線路皆有其額定容量，而此限制的原因按輸電線路的長度而有所不同。一條較短的線路主要受電纜導體的耐溫極限限制，若太多電流通過時電纜或會因為受熱變軟或延長最終導致接地故障。中等距離的輸電網絡則受電壓降限制，長距離交流電則為系統穩定性限制。高壓直流輸電如前述沒有功角問題，故只受温度和電壓降限制。由於難以監測電纜各處的温度，一般作系統控制時會較為保守。分散温度感應系統為即時監測温度以提升輸電容量的第一步。現亦有使用光纖置於電纜之中作為監測温度的方法。從一邊射入激光時，光線會照温度作不同程度的拉曼散射，而從另一端檢測光線後即可得出電纜的温度，從而提升輸電電纜的輸電容量。

### 負載流控制
負載流分析又名電力潮流，是輸電網絡中整體電力輸送的数值分析，通常使用一線圖和標系統以簡化計算，以集中處理電壓、功角、有用功及無用功等數值。負載流分析用於計算穩態下的操作，並從此可得出在現有發電及負載之下系統應如何最佳化以在符合輸電要求的同時減少消耗並降低成本，亦可推算及計劃日後所需的系統擴展。負載流分析亦能用於分析各設備故障後的情況，讓輸電系統擁有者提前作N+1冗餘等準備。

### 故障與繼電保護

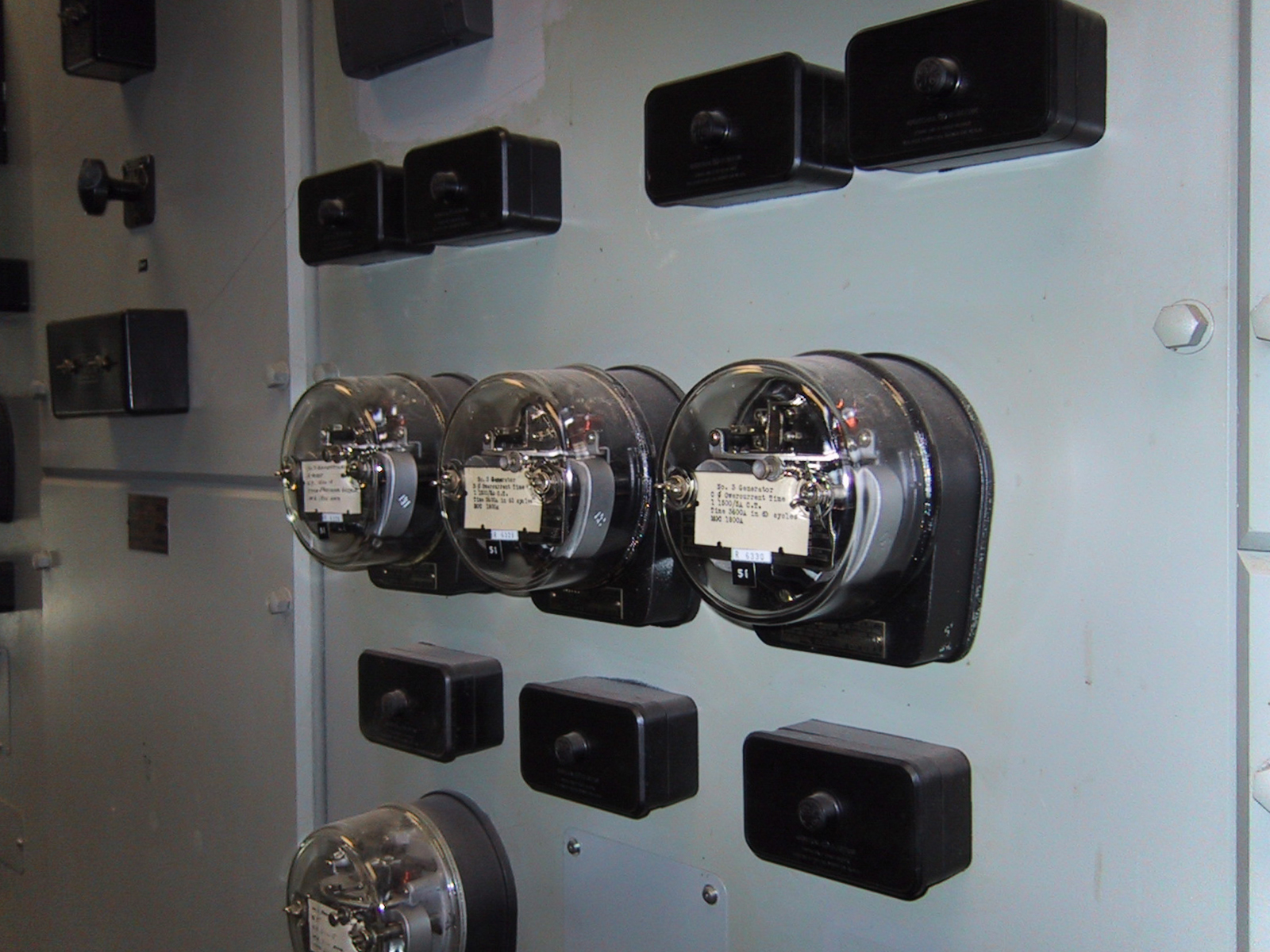
圓形玻璃中的為電磁式保護繼電器，該繼電器會受感測到的電流推動，並於有故障時啟動並驅使斷路器運作。黑色長方形物體則為測試口，用於測試及隔離測量儀器的電路。

輸電過程中各種系統設備皆有可能發生故障，而繼電保護系統則是輸電系統中對抗故障的重要一環。繼電保護系統須盡可能減少故障發生、故障發生時限制其影響及破壞、降低故障時須關閉的輸電線路以及容許輸電系統盡早回復正常:127。當中，其主要利用保護繼電器及斷路器以將輸電系統的故障隔離:127。在設計過程中亦須以N+1冗餘作為標準，使故障發生時不會因為單一故障而做成停電。當電力負載大於最大發電量時，輸電系統亦應作供電限制等方式作限制，而避免因供電不足而最終導致頻率出錯而引起停電。緊急情況下亦須作輪流停電（Rolling blackout）或負載移除（Load shedding）以保護整個電力供應系統:263。

### 通訊
輸電系統的控制工程師現通常需要利用数据采集与监控系统遙距控制整體輸電網絡。設於輸電線路兩端的保護繼電器須作有效通訊以監測流入及流出的電流以作比較及計算:127。輸電系統上的設備亦需要透過通訊網絡將資料傳送回控制中心。由於電力系統的保護必須非常可靠且迅速，一般不會使用電訊商的通訊網絡，而是採用自行建設的通訊系統。一般輸電系統所使用的通訊系統會使用微波、電話線或光導纖維等方式。
輸電線亦能用作輸送數據，稱之為電力線通信（高频载波通信）。電力線通訊設備會於輸電線一端輸入高頻率訊號，並於另一端利用傅里葉分析或其他方式將高頻訊號分離並作分析。光纖一般會獨立設置，但亦可置於輸電線路地線的中央，稱之為複合光纜地線。

## 數學理論

### 高壓輸電系統的好處
高壓輸電系統令遠距離輸送電力的損耗較少，從而減低發電及操作成本。
在極為簡單的數學模型中可以假設輸電網路由單一發電機輸送電力至單一負載，由交流電源和純電阻表示，而輸電線僅有電阻。
由於線路為串聯且沒有變壓器，則輸電線的電阻與負載的電阻則為分壓器。串聯中所有零件皆有同樣電流流通，為{\displaystyle I={\frac {V}{R+R_{C}}}}。故此，負載的所收到的可用功為：
{\displaystyle P_{R}=V_{2}\times I=V{\frac {R}{R+R_{C}}}\times {\frac {V}{R+R_{C}}}={\frac {R}{R+R_{C}}}\times {\frac {V^{2}}{R+R_{C}}}={\frac {R}{R+R_{C}}}P_{V}}
現在輸電線路中加上變壓器，於供電最後階段變壓為低電壓高電流。理想變壓器僅將輸入的能量轉換，使電壓按比例{\displaystyle a}減少時，電流則以{\displaystyle a}增加。同樣按分壓器方法計算，輸電線路的電阻經過變壓器後僅為{\displaystyle R_{C}/a^{2}}，而可用功則為：
{\displaystyle P_{R}=V_{2}\times I_{2}={\frac {a^{2}R\times V^{2}}{(a^{2}R+R_{C})^{2}}}={\frac {a^{2}R}{a^{2}R+R_{C}}}P_{V}={\frac {R}{R+R_{C}/a^{2}}}P_{V}}
如{\displaystyle a>1}，即電壓於負載則由高壓降至低壓，從上述算式可見輸電網絡的損耗將有所減少。

### 模型及矩陣

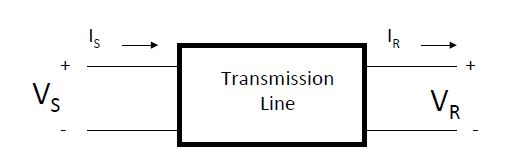
輸電系統的「黑盒」數學模型

大多數時候，輸送系統的模型只會關注輸電線兩端的特性，包括傳送（S）及接收（R）兩端的電壓和電流。輸電網則可以化為一個2x2矩陣的「黑盒」：
{\displaystyle {\begin{bmatrix}V_{\mathrm {S} }\\I_{\mathrm {S} }\\\end{bmatrix}}={\begin{bmatrix}A&B\\C&D\\\end{bmatrix}}{\begin{bmatrix}V_{\mathrm {R} }\\I_{\mathrm {R} }\\\end{bmatrix}}}
輸電線一般假設為對稱的網絡，送電端與受電端相互對調時對輸送電力沒有影響。輸電矩陣T會有以下特性:103：
- {\displaystyle \det(T)=AD-BC=1}
- {\displaystyle A=D}

當中四個參數A、B、C及D由輸電網絡的電阻（R）、电感（L）、電容（C）、並聯電導（G）按照不同模型所組成。模型中的大寫字母皆為整條輸電線路上該參數的總和。

#### 無損輸電線
無損輸電線為最不準確的模型，一般只用於極短的輸電線上。這種模型中送電端與受電端的電壓與電流皆相同。

#### 短線模型
短距離輸電線模型，簡稱短線模型主要用於約50英里（80）長的輸電線。短線模型中電容和並聯電導數值較少而可以忽略而只須計算由電阻和串聯電感組成的阻抗（Z）:101。最終參數為{\displaystyle A=D=1}、{\displaystyle B=Z}及{\displaystyle C=0}，故矩陣則為：
{\displaystyle {\begin{bmatrix}V_{\mathrm {S} }\\I_{\mathrm {S} }\\\end{bmatrix}}={\begin{bmatrix}1&Z\\0&1\\\end{bmatrix}}{\begin{bmatrix}V_{\mathrm {R} }\\I_{\mathrm {R} }\\\end{bmatrix}}}

#### 中線模型

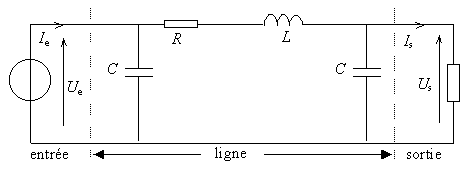
中距離輸電線的電學模型，輸電線假定為一串聯阻抗，頭尾各有一組並聯電容電導。

中距離輸電線模型，簡稱中線模型主要用於約80—250英里（130—400）長的輸電線。此模型中由於輸電線路延長，不可再忽略輸電線所帶有的電容及並聯電導。此模型將所有電容和並聯電導加起，然後於輸電線兩側各置一半。模型可見上方一條串聯阻抗，頭尾各有電容連至大地，故又可按其形狀稱之為「π模型」:103。
{\displaystyle {\begin{aligned}A&=D=1+{\frac {GZ}{2}}{\text{ per unit}}\\B&=Z\Omega \\C&=G{\Big (}1+{\frac {GZ}{4}}{\Big )}S\end{aligned}}}
中線模型的矩陣為：
{\displaystyle {\begin{bmatrix}V_{\mathrm {S} }\\I_{\mathrm {S} }\\\end{bmatrix}}={\begin{bmatrix}1+{\frac {GZ}{2}}&Z\\G{\Big (}1+{\frac {GZ}{4}}{\Big )}S&1+{\frac {GZ}{2}}\\\end{bmatrix}}{\begin{bmatrix}V_{\mathrm {R} }\\I_{\mathrm {R} }\\\end{bmatrix}}}
由此輸電線會有以下特性：
- 電壓會於低負載時上升（費冉倜效應（英语：Ferranti effect））
- 接收側（二次側）電流可高於輸送側（一次側）

#### 長線模型

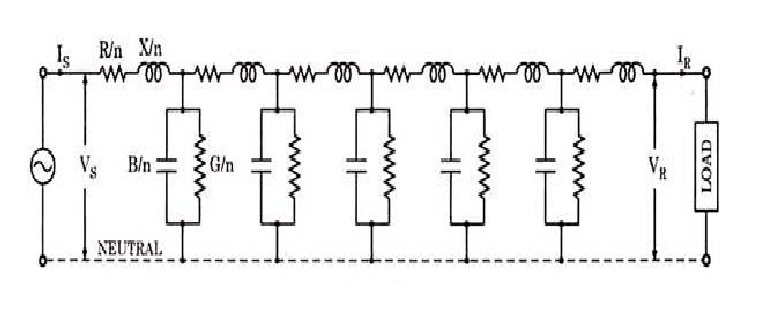
長距離輸電線的電學模型，可見輸電線分為多段，各有串聯阻抗以及並聯電容電導。

長距離輸電線模型，簡稱長線模型由电报员方程推論而得出，主要用於150英里（240）或以上的輸電線。長線模型與中線模型的主要分別為電容和並聯電導不再位於輸電線的兩端，而是分配於整條輸電線，使其有多於兩條並聯接地電容和電導:102。此舉能提高模型的準碓性，但需要作較為複雜且多次的計算。下為長線模型的參數，而{\displaystyle \gamma }為傳播常數.
{\displaystyle {\begin{aligned}A&=D=\cosh(\gamma x){\text{ per unit}}\\[3mm]B&=Z_{c}\sinh(\gamma x)\Omega \\[2mm]C&={\frac {1}{Z_{c}}}\sinh(\gamma x)S\end{aligned}}}
長線模型可以用於計算輸電線上任何一點的電流和電壓，如須計算接收端的電流和電壓則須把{\displaystyle x}替換為{\displaystyle l}，即輸電線的總長度。

### 負載流分析
商業輸電系統的網絡甚為複雜，難以人手計算，一般皆會使用輸電網絡分析器自動計算，但其亦會依據牛頓-拉弗生法計算。首先將系統各處定為匯流排，然後按其特質分為鬆弛匯流排、發電機匯流排及負載匯流排，然後將未知數值作合理假設作為起始（flat start），再按以下公式疊代直至誤差少於精確度標準：
{\displaystyle {\begin{bmatrix}\Delta \theta \\\Delta |V|\end{bmatrix}}=-J^{-1}{\begin{bmatrix}\Delta P\\\Delta Q\end{bmatrix}}}
而{\displaystyle \Delta P}及{\displaystyle \Delta Q}稱為失配公式（mismatch equations），{\displaystyle J}則為雅可比矩阵，{\displaystyle G}與{\displaystyle B}分別為導納矩陣的實數及虛數部分：
{\displaystyle \Delta P_{i}=-P_{i}+\sum _{k=1}^{N}|V_{i}||V_{k}|(G_{ik}\cos \theta _{ik}+B_{ik}\sin \theta _{ik})}
{\displaystyle \Delta Q_{i}=-Q_{i}+\sum _{k=1}^{N}|V_{i}||V_{k}|(G_{ik}\sin \theta _{ik}-B_{ik}\cos \theta _{ik})}
{\displaystyle J={\begin{bmatrix}{\dfrac {\partial \Delta P}{\partial \theta }}&{\dfrac {\partial \Delta P}{\partial |V|}}\\{\dfrac {\partial \Delta Q}{\partial \theta }}&{\dfrac {\partial \Delta Q}{\partial |V|}}\end{bmatrix}}}

## 對健康的影響
有數個大型研究中無法找到居住於輸電線路附近與罹患疾病甚至癌症之間的關系。一個1997年的研究顯示不論與輸電線或變電站的距離有多近，皆沒有發現癌症或其他疾病的風險有所增加。
主流科學證據皆認為低功率低頻率的輸電線路電磁輻射不會構成任何長期或短期的風險，但部分研究則發現部分疾病或與於輸電線旁居住或工作有關連。整體而言沒有負面健康影響足以構成不居住於輸電系統旁的原因。
紐約州公共事業委員會於1978年舉行一項研究去評估電場對人體健康的影響，當中將一座新建的765千伏輸電線路邊沿的測量值，每米1.6千伏，定為日後州內新建輸電線路的最高容許值。該研究亦限制新建的輸電網絡最高電壓值為345千伏。1990年9月11日，紐約州公共事業委員會再推行有關磁場對人體健康影響的研究，並將線路邊沿標準定為200mG。如日常用品相比較，風筒或電暖氈約產生100mG至500mG的磁場。電動剃鬚刀等為每米2.6千伏。電場可利用屏蔽減少，而磁場則只能依靠最佳化各相的位置來減少。當提出興建新輸電線路時，交予監管機構的申請表中通常需要加入輸電線邊沿的電場和磁場分析。這些分析通常由電力公司或顧問使用模型軟件計算而得。
暴露於1高斯的高磁環境可引起急性生理反應。僅有有限證據指出住所環境中會對人體有致癌風險，對動物實驗的證據亦不足夠。其中，兒童白血病或與暴露於0.003至0.004高斯有關連，但一般家居環境於歐洲只有約上述數字的五分之一，於北美則只有約三分之一。
地球自然的地磁場約為0.35-0.70高斯，而一般人長期暴露於磁場中的標準則為400高斯。
輸電線路沿線使用的除草劑及樹木生長限制劑或對健康有影響。

## 各式輸電政策
部分監管機構將輸電系統定義為自然垄断的一種，但亦有不少國家將輸電系統與供電系統的其他部分分離，打破電力產業的垂直整合。

### 電力公司控制
第一種輸電系統為垂直整合的電力公司獨立控制，利用其輸電系統輸送電力至各負載中心再作售電。香港兩間電力公司皆為垂直整合公司，擁有完整的發電、輸電、配電及零售業務。根據利潤管制協議，電力公司可利用包括輸電系統在內的固定資產賺取一定利潤水平。蘇格蘭電力亦為一間垂直整合的電力公司，擁有整套電力業務，唯部分輸電系統交予英國國家電網公司營運。

### 單獨輸電業務公司
有些國家或地區擁有一間垄断性的輸電公司，電力公司可以作發電及零售，但當中必須經過輸電公司。西班牙為首個成立地區輸電組織的國家。西班牙電網公司於1985年由西班牙政府成立，負責管理西班牙全國的輸電系統。 英國的電力事業曾由國營的中央電力局掌控，1990年電力自由化後中央電力局解體後成立英國國家電網公司，獨立擁有英格蘭和威爾斯的輸電系統，並營運蘇格蘭南部的輸電系統。英國國家電網公司於1995年於倫敦證券交易所上市。

### 強制開放輸電系統
聯邦能源監管委員會（FERC）是美國電力輸送及批發的主要監管機構，1920年以「聯邦電能委員會」之名成立。配電業務及售電則由各州各自管理。兩項較為重要的美國輸電系統政策為888號命令及2005年能源政策法案。

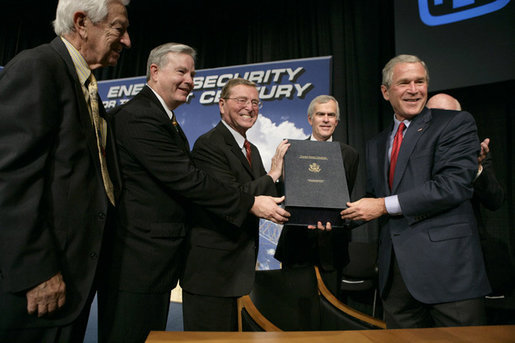
時任美國總統的乔治·沃克·布什正在簽署2005年能源政策法案

888號命令訂立於1996年4月24日，用以「移除電力批發市場的障礙並由此為國內電力用戶提供更有效率及價格低廉的電能。此政策將糾正輸電系統中控制何種電力才能輸送的不正當壟斷。」888號命令要求所有擁有、控制或營運跨州輸電系統的公共事業者設立不帶差別待遇的輸電收費機制。這種收費機制使發電業者可使用現有建成的輸電系統，而輸電系統的擁有者亦可從其中收回相關成本。2005年能源政策法案則於2005年8月8日訂立，為聯邦能源監管委員會提供更多權力以管制輸電系統。委員會可以就輸電系統的穩定性標準執法，亦須設立誘因以鼓勵輸電系統的投資。
歷史上本地政府負責管控當地的輸電系統，故會為有益於其他州份而對該州份無益的行為施加大量限制。有較低廉電費的地區亦會反對跨州交易以免電費上升。美國的發電業務比輸電業務發展快達四倍，因輸電系統的建設需要跨州充份合作而難度有所增加。政策角度而言電網變得巴尔干化，以致前美國能源部長比尔·理查森指其為「第三世界電網」。2005年能源政策法案容許美國能源部批核輸電系統的建設，但當該部使用權力建立兩條國家利益輸電走廊時被14名參議員聯署指其過於進取。

## 特殊輸電系統

### 鐵路電網
有些國家的電力機車或電聯車使用低於一般電網的頻率，又或會使用直流供電，故會建立鐵路專用的單相或直流鐵路電網。例子包括歐洲的16 2/3赫茲電網。

### 超導體輸電線
高溫超導技術能無損耗地輸送電力，故或會革新輸電系統的運作方式。現時超導體可在高於液氮温度的情況下保持無損耗性質，使其在於高負載之下有商業價值。一般估計以此方法輸送電力可將電力損耗減半，餘下電力主要用於冷卻設備。部分公司如聯合愛迪生及美國超導體等已開始商業製造上述系統。一種可能的未來系統為液氮超級電網，將輸電線於液氮管線相連從而消除冷卻費用。
超導體輸電線特別適合於大城市中的商業區等集中負載區使用，因於當地通常皆需使用地底電纜，而且地役权相當昂貴。
| 地點               | 長度  | 電壓     | 容量       | 日期       |
| ------------------ | ----- | -------- | ---------- | ---------- |
| 佐治亞州卡羅爾頓   | 30米  | 12.4千伏 | 15.5百萬瓦 | 2000年     |
| 雅賓利             | 350米 | 34.5千伏 | 48百萬瓦   | 2006年     |
| 長島賀布克         | 600米 | 138千伏  | 574百萬瓦  | 2008年     |
| 三友               |       |          | 5000百萬瓦 | 2013年提出 |
| 曼克頓：海德勒計劃 |       |          |            | 2014年提出 |
| 德國埃森           | 1公里 | 10千伏   | 40百萬瓦   | 2014年     |

### 單線地回路
單線地回路系統使用單條電纜輸送單相電力，並以大地作為回路，以減少為偏遠地區提供電力的成本。此系統主要用於郊區電氣化，但亦有用於如水泵等較大的偏遠負載及海底高壓直流輸電。

### 無線輸電

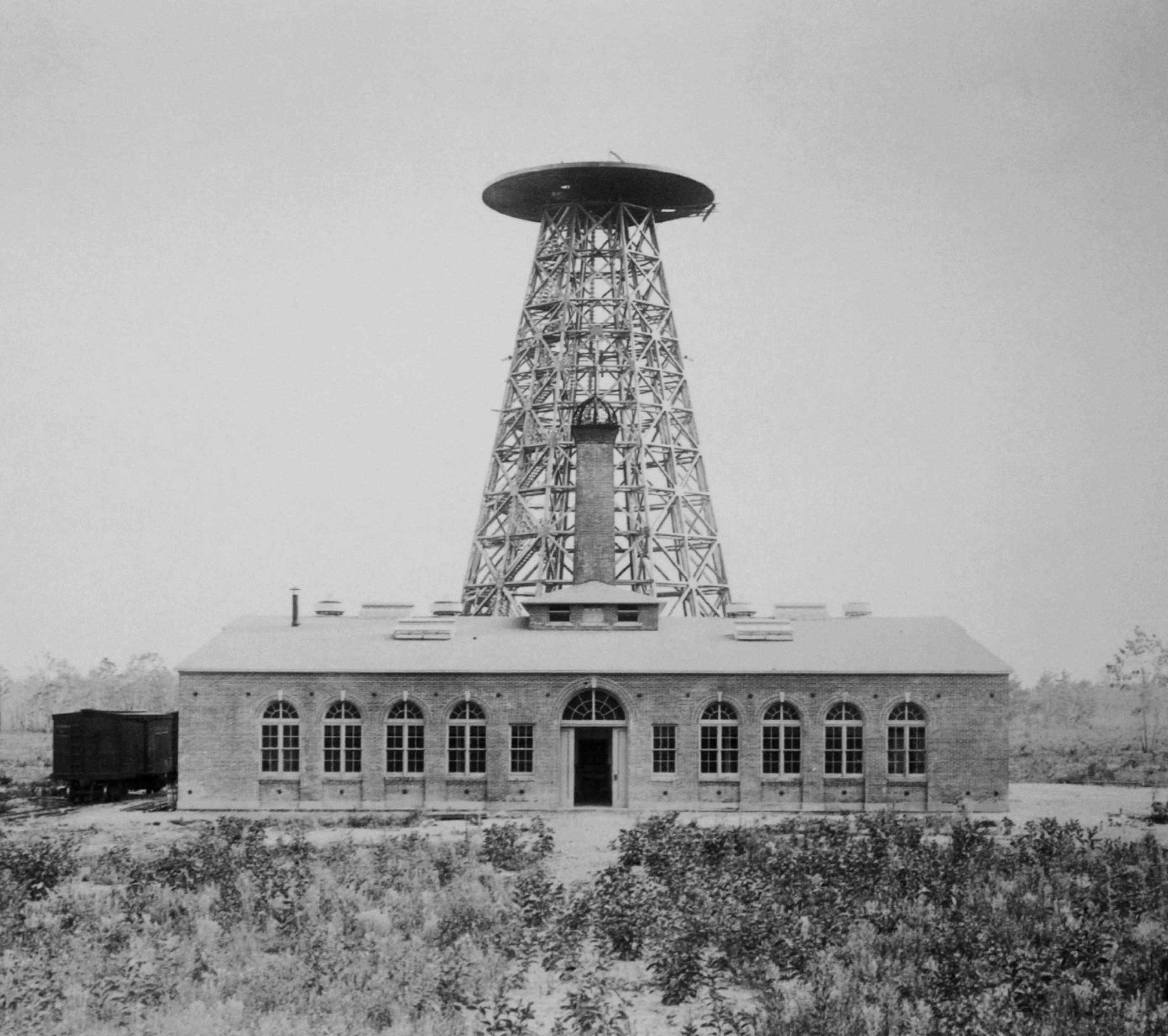
尼古拉·特斯拉曾嘗試以沃登克里弗塔作大功率長距離輸電

尼古拉·特斯拉及八木秀次都曾嘗試設計大型無線輸電系統，但兩者皆沒有成功。
2009年11月，激光動力（LaserMotive）憑一款可驅動攀線器上升1公里的激光發射器贏得美國太空總署2009年供能激光挑戰（NASA 2009 Power Beaming Challenge）。該系統可使接受端取得1千瓦的能量。2010年美國太空總署與私人公司簽約以研究有關激光輸能系統驅動低軌道衞星以及利用激光發射火箭的設計。太空太陽能亦有無線輸電的研究以便將太空中收集所得的能量以微波或激光形式傳送到地球，在地球表面接收後轉化爲電能。

## 輸電控制系統保安
美國政府承認美國國內的輸電網絡或受網絡戰的影響。美國國土安全部與業界合作辨識控制系統的弱點並提升網絡的保安。美國政府亦確保下世代的智能電網會配有合適的保安系統。
2019年6月俄罗斯承認其電網或受到美國綱絡攻擊。紐約時報報導指美國網戰司令部的黑客設置了或有能力擾亂俄羅斯電網的惡意軟件。

## 紀錄
- 最高容量系統：12吉瓦，准东-皖南±1100千伏高壓直流輸電系統（中华人民共和国）[78][79]
- 最高交流電壓：
  - ：1.20百萬伏特，沃爾塔-奧郎加巴德線（印度）[80]
  - 現有：1.15百萬伏特，埃基巴斯圖茲-科克舍套高壓輸電線（英语：埃基巴斯圖茲-科克舍套高壓輸電線）（哈萨克）
- 最大雙迴線輸電線路：北區-磐城輸電線（英语：Kita-Iwaki Powerline）（日本）
- 最高輸電塔：370米高，舟山島架空電纜（英语：Zhoushan Island Overhead Powerline Tie）（中华人民共和国）
- 最長輸電線路：1700公里長，因加-沙巴輸電網（英语：Inga-Shaba）（刚果民主共和国）
- 最長輸電線段（兩座輸電塔之間）：5376米，阿米拉力線段（英语：Ameralik Span）（格陵兰）
- 最長海底電纜：
  - NorNed，北海（挪威/荷兰，580公里長）
  - 巴斯線（英语：Basslink），巴斯海峡（澳大利亚，海底290公里，總長度370.1公里）
  - 波羅的海電纜（英语：Baltic Cable），波罗的海（德国/瑞典，海底238公里，高壓直流輸電250公里，總長度262公里）
- 最長地底電纜：
  - 美利線（英语：Murraylink）（澳洲，地底170公里）

## 延伸閱讀
- Grigsby, L. L., et al. The Electric Power Engineering Handbook. USA: CRC Press. (2001). ISBN 0-8493-8578-4
- Hughes, Thomas P.（英语：Thomas P. Hughes）, Networks of Power: Electrification in Western Society 1880–1930, The Johns Hopkins University Press, Baltimore 1983 ISBN 0-8018-2873-2
- Reilly, Helen. . Wellington: Steele Roberts. 2008: 376 pages. ISBN 978-1-877448-40-9.
- Pansini, Anthony J, E.E., P.E. undergrounding electric lines. USA Hayden Book Co, 1978. ISBN 0-8104-0827-9
- Westinghouse Electric Corporation, "Electric power transmission patents; Tesla polyphase system". (Transmission of power; polyphase system; Tesla patents)
- The Physics of Everyday Stuff - Transmission Lines （页面存档备份，存于）